# ロッテエスチャー
『ロッテエスチャー』は、1963年1月2日から同年10月2日まで日本テレビで放送されていたクイズ番組である。ロッテの一社提供。放送時間は毎週水曜 21:00 - 21:30 （日本標準時）。

## 概要
男女4人構成のチーム2組がそれぞれ絵を描いていき、芸能人たちに歌の曲名を当てさせていたクイズ番組。当時日本テレビのアナウンサーだった金原二郎と三國一朗が司会を務めていた。番組タイトルの「エスチャー」とは、「絵」と「ジェスチャー」を組み合わせた造語である。

## 進行
芸能人の男女4人ずつによるチーム対抗戦形式。
まず相手方のキャプテンがチーム代表者に曲名を見せ、その代表者がボードに絵を描いて曲名を当てさせていた。もし絵で伝えにくいニュアンスがあれば、ジェスチャーで表現するのも容認されていた。正解したら、その歌をチーム全員でリレーしながら歌っていた。

## 参考資料
- 読売新聞縮刷版[どれ?]

| 日本テレビ 水曜21:00枠 | 日本テレビ 水曜21:00枠                            | 日本テレビ 水曜21:00枠                     |
| 前番組                 | 番組名                                            | 次番組                                     |
| ---------------------- | ------------------------------------------------- | ------------------------------------------ |
| ペギー葉山ショー       | ロッテエスチャー （1963年1月2日 - 1963年10月2日） | 美しき嘘 （1963年10月16日 - 1964年4月1日） |